# Округ Хенкок (Мисисипи)
Округ Хенкок (енгл. Hancock County) је округ у америчкој савезној држави Мисисипи.

## Демографија
По попису из 2010. године број становника је 43.929, што је 962 (2,2%) становника више него 2000. године.
| Група             | 2000.          | 2010.          |
| Белци             | 38.180 (88,9%) | 37.914 (86,3%) |
| Афроамериканци    | 2.934 (6,8%)   | 3.138 (7,1%)   |
| Азијати           | 377 (0,9%)     | 419 (1,0%)     |
| Хиспаноамериканци | 775 (1,8%)     | 1.446 (3,3%)   |
| Укупно            | 42.967         | 43.929         |